# Spørgsmålet om teknikken og andre skrifter
Spørgsmålet om teknikken og andre skrifter er en samling foredrag af Martin Heidegger afholdt 1949-1957 om teknologiens betydning. På dansk ved Jesper Goll og udgivet på Gyldendal i 1999 i serien Moderne Tænkere.

## Indhold
Fire foredrag afholdt mellem 1949-1957.
| filosofi | Spire Denne filosofiartikel er en spire som bør udbygges. Du er velkommen til at hjælpe Wikipedia ved at udvide den. |